# Macromitrium podocarpi
Macromitrium podocarpi là một loài Rêu trong họ Orthotrichaceae. Loài này được Müll. Hal. mô tả khoa học đầu tiên năm 1898.